# Дехио, Георг
Георг Готфрид Юлиус Дехио, устаревшее: Дегио (нем. Georg Gottfried Julius Dehio; 22 ноября 1850, Ревель — 21 марта 1932, Тюбинген, Германия) — немецкий историк искусства.

## Биография
Георг Дехио родился в семье прибалтийских немцев, в Ревеле (позднее Таллин), входившем тогда в состав Российской империи. Изучал историю в университете Дерпта (ныне Эстония), затем в Германии, в Гёттингенском университете, где в 1872 году получил докторскую степень под руководством Георга Вайца. В 1877 году он получил степень доктора истории Гамбург-Бременской архиепископии в Мюнхене.
Георг Дехио увлекался живописью и археологией. В 1883 году начал преподавать историю искусства в Университете Альберта в Кёнигсберге и в местной Академии искусств. В 1888 году в Кёнигсберге у него родился сын Людвиг. В 1892 году Георг Дехио был назначен профессором в Институт истории искусств в Страсбурге, где проработал до 1919 года.
В 1900 году Дехио начал издавать «Справочник по истории немецкого искусства» (Handbuch der deutsche Kunstgeschichte), опубликованный Эрнстом Васмутом. Этот проект продолжается c 2001 года до настоящего времени как «Справочник Дехио» (нем. «Dehio-Handbuch») и управляется издательством «Dehio-Vereinigung» в Мюнхене. В состав редакционной коллегии входят Ассоциация Дехио, Ассоциация реставраторов государственных памятников Федеративной Республики Германия и Немецкий фонд охраны памятников. В Австрии «Справочник Дехио» издаётся с 1933 года Федеральным управлением памятников.
В «Истории немецкого искусства» (в восьми томах, 1919—1926) Георг Дехио первым предложил оригинальную концепцию развития художественных стилей, он доказывал, что немецкое барокко «вытекает непосредственно из поздней готики». Причём он стремился полагаться только на археологические данные и биографии художников, не позволяя давать волю произвольным теориям. Он был влюблён в немецкое искусство и утверждал: «Мой герой — это немецкий народ».
Одной из первых крупных работ Дехио стала публикация фундаментального труда «Церковная архитектура Запада» (Die kirchliche Baukunst des Abendlandes, 2 тома, 1884—1901), написанного совместно с его другом Густавом фон Безольдом.
Около 1900 года Дехио, как и Алоиз Ригль, выступил против «историзации» и «очищающего преобразования» архитектурных памятников приведением их к изначальному виду произвольным уничтожением деталей и элементов, накопившихся в последующий период жизни памятника и не отвечающих основному стилю, что было обычным явлением в XIX веке. Он осудил удаление следов истории как разрушение и «реставрационный вандализм», пропагандируя девиз «Сохранять, а не восстанавливать» (Konservieren, nicht restaurieren). Он разработал концепцию сохранения памятников, согласно которой повреждения и утраты строительной ткани следует понимать как подлинную часть истории здания. Таким образом, Дехио оказал значительное влияние на концепции защиты исторических и художественных памятников, например, на те, которые много позднее были закреплены в Венецианской хартии.
Дехио стал лауреатом ордена «Pour le Mérite» (За заслуги в науках и искусстве), «Орлиного щита Германской империи» и Баварского ордена Максимилиана «За достижения в науке и искусстве». Он был удостоен звания почётного доктора в Гёттингене, Тюбингене, Франкфурте-на Майне и Дармштадте.
С 1921 года Дехио жил в Тюбингене, где и умер в 1932 году в возрасте восьмидесяти одного года и был похоронен на городском кладбище. Георг Дехио дал свое имя Книжной премии Георга Дехио, Культурной премии Георга Дехио и Премии Георга Дехио художников Эсслингена. В честь Дехио назван астероид «48415 Дехио», открытый в 1987 году.

## Семья
С 1884 года Дехио был женат на Шарлотте Фридлендер (1859—1932), дочери филолога и антиквара Людвига Фридлендера (1824—1909) и Лауры Гутцайт. Его сыном был историк и архивист Людвиг Дехио (1888—1963). Дочь Катарина (1885—1974) вышла замуж за археолога Августа Фрикенхауса (1882—1925). Его двоюродным братом был терапевт и ректор Дерптского университета Карл Дехио, отец писательницы Эльзы Хюек-Дехио (1897—1976). Его племянница Дора Дехио была матерью биолога Эриха фон Хольста (1908—1962), директора-основателя Института поведенческой физиологии Макса Планка.